# Alexis Herman
Alexis Margaret Herman (Mobile, 16 de julho de 1947 – 25 de abril de 2025) foi uma política norte-americana que serviu como a 23.ª Secretária do Trabalho dos EUA sob o presidente Bill Clinton, sendo a primeira afro-americana a ocupar o cargo. Antes de servir como Secretária, ela foi diretora do Gabinete de Relações Públicas da Casa Branca.
Herman cresceu em Mobile, Alabama. Após a faculdade, trabalhou para melhorar as oportunidades de emprego para trabalhadores negros e mulheres. Ela então se tornou ativa no Partido Democrata, se juntando à administração de Jimmy Carter, trabalhando nas campanhas de Jesse Jackson e depois servindo como chefe de gabinete do Comitê Nacional Democrata. Após a eleição de Bill Clinton, se juntou ao seu gabinete em 1997.
Após a derrota de Al Gore nas eleições presidenciais de 2000, Herman permaneceu ativa na política democrata, além de sua participação no setor privado, atuando nos conselhos de corporações como Coca-Cola e Toyota.

## Infância e educação
Herman nasceu em 16 de julho de 1947, em Mobile, Alabama, filha do político Alex Herman e da professora Gloria Caponis, e cresceu em uma família católica. Seu pai se tornou o primeiro líder da ala negra do Alabama. Mais tarde, ela contou como membros do grupo supremacista branco, Ku Klux Klan, agrediram seu pai quando ela tinha cinco anos. Quando Herman estava crescendo em Mobile, as escolas permaneciam segregadas racialmente. Seus pais optaram por enviá-la para a escola paroquial e assim a exporiam a uma maior diversidade.
Herman frequentou o Colégio Coração de Maria. No segundo ano, foi suspensa por questionar a exclusão de estudantes negros de concursos nos quais estudantes brancos participaram. Após uma semana de objeções dos pais dos colegas negros de Herman, ela foi readmitida.
Depois de se formar no ensino médio, Herman frequentou o Colégio Edgewood em Madison, Wisconsin, e o Colégio Spring Hill em Mobile. Ela se transferiu posteriormente para a Universidade Xavier em Nova Orleans, Louisiana, onde se formou como bacharel em sociologia em 1969.

## Carreira
Após a faculdade, Herman voltou para Mobile para ajudar a dessegregar as escolas paroquiais, incluindo a escola que ela mesma frequentou. Ela então tornou-se assistente social em instituições católicas de caridade em Pascagoula, Mississippi, onde defendia que a cidade oferecesse treinamento a trabalhadores negros não qualificados. Depois de Pascagoula, mudou-se para Atlanta, Geórgia, onde trabalhou como diretora de um programa para promover mulheres de minorias em cargos gerenciais ou técnicos.
Mais tarde, trabalhando na empresa de consultoria RTP, sediada em Nova York, Herman liderou programas para fornecer aprendizado para mulheres em empregos não tradicionais. Na RTP, conheceu Ray Marshall. Depois que Jimmy Carter ganhou a presidência em 1977, Marshall, o novo Secretário do Trabalho, pediu que Herman fosse diretora do Departamento de Mulheres da secretaria. Aos 29 anos, ela era a pessoa mais jovem a ocupar o cargo, que tinha o objetivo de melhorar as oportunidades de negócios para as mulheres. Ela trabalhou para incentivar as empresas a contratar mais mulheres pertencentes a minorias, com empresas como Coca-Cola, Delta Airlines e General Motors, priorizando o aumento da diversidade em seu processo de contratação.
Em 1981, no final do governo Carter, Herman deixou seu emprego na Secretaria do Trabalho e fundou a empresa de consultoria AM Herman & Associates. A empresa trabalhou em uma variedade de questões de marketing e gestão, incluindo o desenvolvimento de programas de treinamento, estratégias de marketing e estratégias organizacionais. Ela administrou a equipe de Jesse Jackson em suas candidaturas de 1984 e 1988 para a indicação presidencial do Partido Democrata. Seu trabalho para a campanha de Jackson levou Herman a servir como chefe de gabinete do presidente do Comitê Nacional Democrata, Ronald H. Brown, e mais tarde como vice-presidente da Convenção Nacional Democrata de 1992.

### Diretora do Gabinete de Relações Públicas

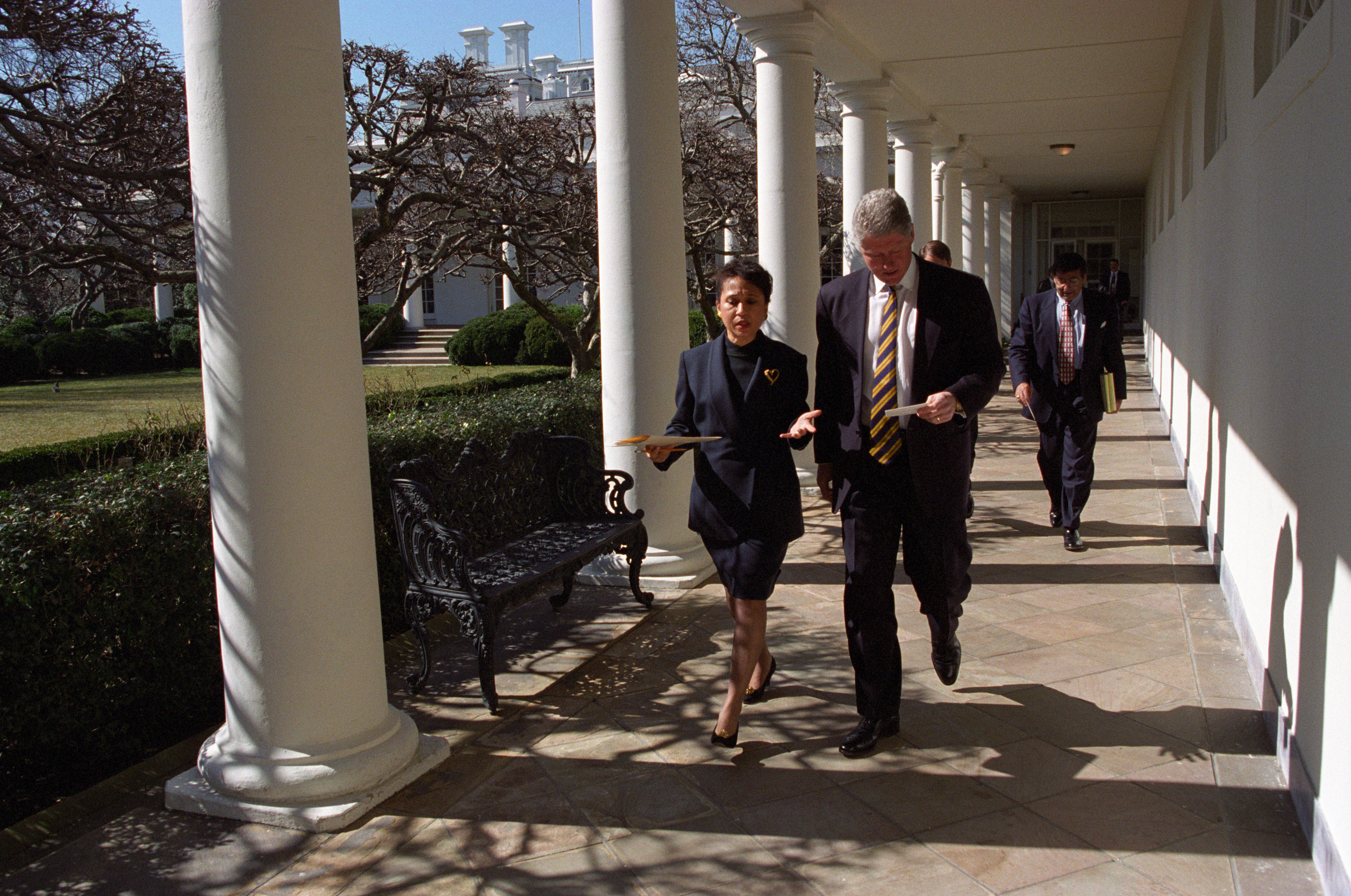
Herman caminha na Casa Branca com o presidente Bill Clinton em fevereiro de 1995

Após a vitória de Bill Clinton na eleição presidencial de 1992, Herman tornou-se vice-diretora do Gabinete de Transição Presidencial. Clinton então a nomeou diretora do Gabinete de Relações Públicas da Casa Branca, onde era responsável pelas relações do governo com grupos de interesse. Nesse papel, organizou repetidamente jantares informais para promover iniciativas da Casa Branca ou acalmar grupos-chave. Ela ganhou o apoio da Associação Nacional para o Progresso de Pessoas de Cor e do Congressional Black Caucus como parte de seus esforços. Herman também conquistou o respeito de membros da comunidade empresarial como parte de seu esforço para obter apoio para o acordo comercial do governo Clinton, o Acordo de Livre Comércio da América do Norte. Seu tempo como diretora também incluiu a morte do secretário de Comércio e ex-chefe de Herman no Comitê Nacional Democrata, Ronald Brown, em um acidente de avião. Ela fez arranjos para o funeral. A tragédia fortaleceu o vínculo de Herman com Clinton.

### Secretária do Trabalho
Em 1996, o presidente Clinton anunciou sua intenção de nomear Herman como secretária do Trabalho para substituir o ex-secretário Robert Reich. Os sindicatos trabalhistas apoiaram publicamente a indicação, embora tenham apoiado também outros candidatos em potencial, como Harris Wofford, Esteban Edward Torres e Alan Wheat. A confirmação de Herman no Senado foi adiada duas vezes. A primeira por perguntas sobre seu papel na organização dos cafés da Casa Branca que Clinton usou para arrecadar fundos. A segunda foi porque republicanos se recusaram a permitir sua indicação, devido a oposição a uma proposta sobre projetos de construções federais, que Clinton acabou abandonando. Com os atrasos encerrados, o Senado realizou sua audiência sobre a indicação em 18 de março de 1997. Então, em 30 de abril, votaram pela aceitação por 85 votos a 13. Herman foi empossada em 9 de maio de 1997. Ela se tornou a primeira afro-americana e a quinta mulher a ocupar o cargo.
Como Secretária do Trabalho, Herman supervisionava o Departamento do Trabalho, que na época empregava 17 000 pessoas e operava com um orçamento anual de US$ 39 bilhões. O Departamento do Trabalho tem a tarefa de fazer cumprir uma variedade de leis e regulamentos na área de trabalho, incluindo questões de segurança e discriminação. Durante seu mandato, o desemprego nos Estados Unidos estava em seu nível mais baixo em décadas.

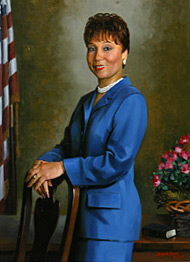
Retrato oficial no Departamento de Trabalho dos EUA

Ela recebeu elogios de seus colegas por ter lidado com a greve dos trabalhadores da United Parcel Service (UPS) de 1997, a maior greve nos Estados Unidos em duas décadas. Depois que a greve começou em agosto, Herman se reuniu em particular com os presidentes da Teamsters e da UPS para discutir as questões. Ela foi uma mediadora nas negociações e a greve foi encerrada após 15 dias. O seu papel na resolução da greve elevou seu perfil público.
Como secretária, Herman apoiou os aumentos do salário mínimo em 1996 e 1997, aumentando-o em US$ 0,90 para US$ 5,15 por hora até setembro de 1997. Ela argumentou que o aumento salarial aumentou o poder de compra dos trabalhadores. Mais tarde, se opôs a um plano apoiado pelos republicanos de 1999 para aumentar o salário mínimo em três anos, apoiando um cronograma de dois anos para um aumento. Ela também se opôs ao corte de impostos sem compensações.
Entre as responsabilidades como secretária estava a aplicação das leis de trabalho infantil. Durante seu mandato, o Departamento do Trabalho multou a cadeia de lojas de brinquedos Toys "R" Us em US$ 200 mil por violar as leis que restringem o tipo de trabalho que pode ser feito e o número de horas que podem ser trabalhadas por funcionários menores de idade. Ele descobriu que mais de 300 funcionários adolescentes estavam trabalhando mais horas do que o permitido, e a Toys "R" Us concordou em interromper as práticas.
Herman apoiou a participação dos Estados Unidos na Convenção sobre Trabalho Infantil da Organização Internacional do Trabalho, um tratado destinado a proteger crianças menores de 18 anos da escravidão, tráfico e outros abusos. Ela também defendeu o apoio dos Estados Unidos a uma disposição para permitir o serviço militar voluntário de menores de 18 anos, uma prática permitida nos Estados Unidos, Reino Unido, Alemanha e Holanda. Os opositores, incluindo outras nações, sindicatos e a Anistia Internacional pediram provisões mais duras; no entanto, Herman sustentou que o foco do tratado deveria ser o trabalho forçado, não o serviço militar voluntário.
A procuradora-geral Janet Reno nomeou Ralph I. Lancaster Jr., em maio de 1998, para investigar Herman depois que o empresário Laurent J. Yene alegou que ela aceitava propina enquanto trabalhava na Casa Branca. Reno estava cética em relação às alegações de Yene após uma investigação preliminar do FBI, mas ela acreditava que a lei a obrigava nomear um conselheiro independente. Após uma investigação de vinte e três meses, Lancaster concluiu que Herman não havia infringido nenhuma lei e a inocentou de todas as irregularidades. Ela foi a quinta oficial do gabinete de Clinton a ser investigada por um conselheiro independente e a quarta inocenta de todas as irregularidades. As investigações custaram US$ 95 milhões e não descobriram nenhum crime, levando o Congresso a permitir que a Lei do Conselho Independente expirasse em junho de 1999.
Herman foi ativa na campanha presidencial de Al Gore em 2000. Durante a recontagem dos votos na Flórida, ela fez parte da equipe que planejava uma transição para a administração Gore. A ABC News e o The New York Times a consideraram uma candidata provável a permanecer na Casa Branca, se Gore vencesse. Elaine Chao a substituiu como Secretária do Trabalho no governo de George W. Bush.

### Pós-governo

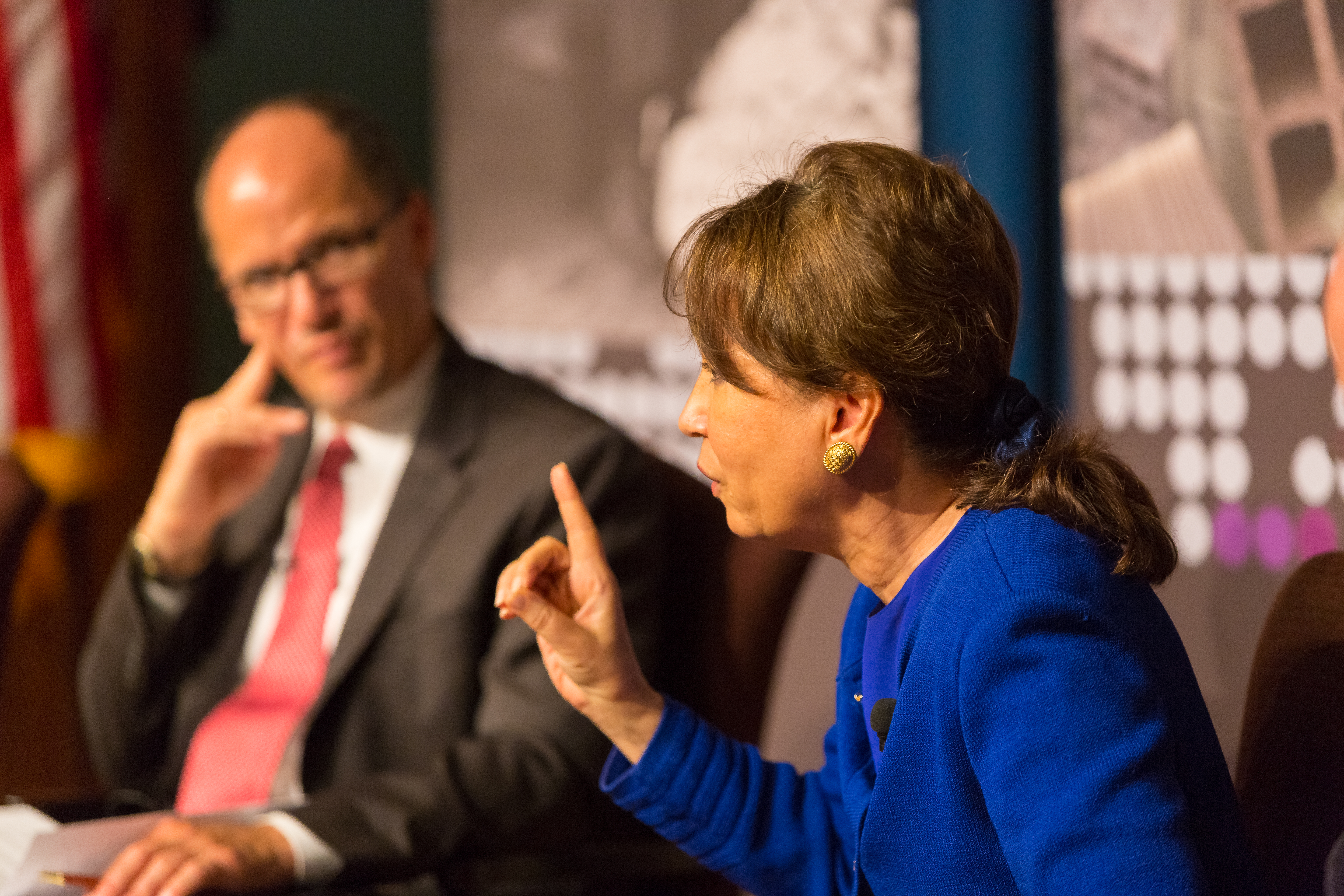
Thomas Perez e Alexis Herman participam de uma mesa redonda sobre as conclusões do Departamento do Trabalho dos EUA sobre trabalho forçado e tráfico de pessoas, 30 de setembro de 2013

Herman atuou como co-presidente da equipe de transição do candidato presidencial democrata John Kerry durante a eleição presidencial de 2004. Em 2005, Howard Dean, presidente do Comitê Nacional Democrata, nomeou Herman e o advogado James Roosevelt Jr. co-presidentes do Comitê de Regras e Estatutos. O cargo colocou Herman e Roosevelt no centro de uma disputa entre as campanhas dos candidatos democratas às primárias Barack Obama e Hillary Clinton. Herman endossou Hillary Clinton nas primárias presidenciais do Partido Democrata de 2016 e atuou como vice-parlamentar na Convenção Nacional Democrata de 2016.
De 2001 a 2006, ela foi presidente da força-tarefa de recursos humanos da The Coca-Cola Company. No ano seguinte, a Coca-Cola a nomeou diretora. Herman atuou no Conselho Consultivo de Diversidade da Toyota. Em 2006, a empresa a nomeou para chefiar uma força-tarefa especial para garantir a conformidade da empresa com os padrões antidiscriminação após a renúncia do CEO, nomeado réu em um processo de assédio sexual. Herman atuou nos conselhos de outras grandes empresas, incluindo Cummins, MGM Resorts International, Entergy, Sodexo, e é a presidente e CEO da New Ventures, Inc.
Em 2010, Herman foi nomeada para o conselho do Fundo Clinton-Bush para o Haiti, uma organização de caridade fundada por Bill Clinton e George W. Bush para ajudar o Haiti após um terremoto de magnitude 7,0 Mw em janeiro daquele ano. Ela também esteve envolvida com grupos cívicos, incluindo a Liga Urbana Nacional e Fundação Nacional de Epilepsia. Ela recebeu mais de 20 doutorados honorários de instituições acadêmicas.

## Vida pessoal
Herman foi Rainha do Carnaval para a Mobile Area Mardi Gras Association em 1974. Seu pai havia servido como Rei do Carnaval em sua juventude.
Herman casou-se com o médico Charles Franklin Jr. em fevereiro de 2000 na Catedral Nacional de Washington. Franklin teve três filhos de casamentos anteriores. Ele morreu em 2014.
A morte de Herman aos 77 anos foi anunciada em 25 de abril de 2025 por Bill e Hillary Clinton.